# ژانگ یوشی
ژانگ یوشی (چینی ساده: 张予曦; پین‌یین: Zhāng Yǔxī; زادهٔ ۳۰ ژانویه ۱۹۹۱)، همچنین با نام Yci نیز شناخته می‌شود، بازیگر اهل چین است. او بیشتر به خاطر ایفای نقش در پرنسس کوچک من (۲۰۱۶) شناخته می‌شود.